# The Bridge (소니 롤린스의 음반)
| 전문가 평가                          | 전문가 평가 |
| 평가 점수                            | 평가 점수   |
| 출처                                 | 점수        |
| ------------------------------------ | ----------- |
| Down Beat                            | [ 2 ]       |
| Allmusic                             | [ 3 ]       |
| The Rolling Stone Jazz Record Guide  | [ 4 ]       |
| The Penguin Guide to Jazz Recordings | [ 5 ]       |

《The Bridge》는 1962년에 녹음된 미국의 재즈 색소폰 연주자 소니 롤린스의 스튜디오 음반이다. 이 음반은 3년간의 안식년 이후 롤린스의 첫 번째 음반이었고 RCA 레코드의 첫 번째 음반이었다. 색소폰 연주자는 그의 경력의 다음 부분을 위해 녹음한 음악가들, 기타의 짐 홀, 더블 베이스의 밥 크랜쇼, 드럼의 벤 라일리와 함께했다.

## 배경
1959년, 롤린스는 그의 명성에 대한 예상치 못한 신속함에 압박을 느껴, 그의 기술을 완성하는 데 집중하기 위해 3년의 공백을 가졌다. 개인적인 연습 공간이 없는 맨해튼의 로어이스트사이드에 거주하는 그는 색소폰을 들고 윌리엄스버그 다리로 올라가 혼자 연습했다. 그의 공연 복귀 후 첫 녹음은 그 솔로 세션에서 이름을 따왔다.. 많은 사람들이 기대했던 혁명적인 새로운 재즈 접근법이 아니었던 이 음반에 대한 비판적인 반응은 엇갈렸다. 그의 주제 즉흥 연주에서 획기적인 것으로 여겨졌던 롤린스는 오넷 콜먼의 프리 재즈의 증가하는 인기에 의해 비판적인 웅성거림으로 대체되었다.

## 반응
롤린스의 초기 스타일에서 크게 벗어나지 않았다면, 그럼에도 불구하고 이 음반은 꽤 성공적이었다. 올뮤직은 이 음반을 "거의 클래식에 가까운 음반"이라고 태그를 달았고, 《잉크블롯 매거진》은 "재즈의 위대한 음악가 중 한 명의 가장 위대한 음반 중 하나"라고 선언했다. 이 음반은 오랫동안 활동적이고 다작인 롤린스가 가장 큰 찬사를 받는 음반 중 하나이다.
이 음반은 2015년 그래미 명예의 전당에 헌액되었다.

## 곡 목록
| #  | 제목                       | 작곡                                        | 재생 시간 |
| -- | -------------------------- | ------------------------------------------- | --------- |
| 1. | 〈Without a Song〉         | 에드워드 엘리스쿠, 빌리 로즈, 빈센트 유만스 | 7:26      |
| 2. | 〈Where Are You?〉         | 해럴드 애덤슨, 지미 맥휴                    | 5:10      |
| 3. | 〈John S.〉                | 소니 롤린스                                 | 7:46      |
| 4. | 〈The Bridge〉             | 롤린스                                      | 5:59      |
| 5. | 〈God Bless the Child〉    | 아서 허조그 주니어, 빌리 홀리데이           | 7:27      |
| 6. | 〈You Do Something to Me〉 | 콜 포터                                     | 6:51      |